# 花园大道

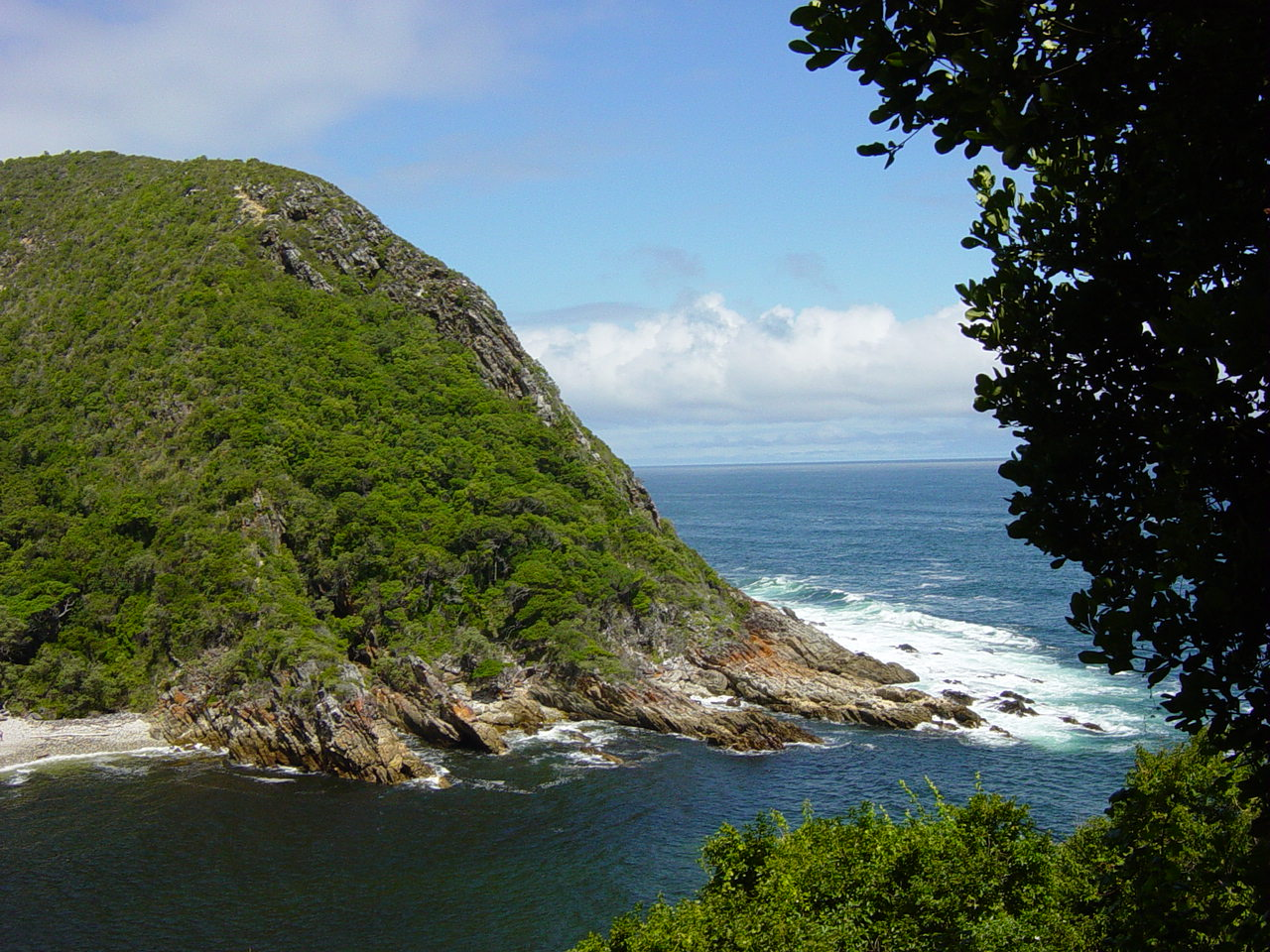
齐齐卡马国家公园的一个河口，位于花园大道上。

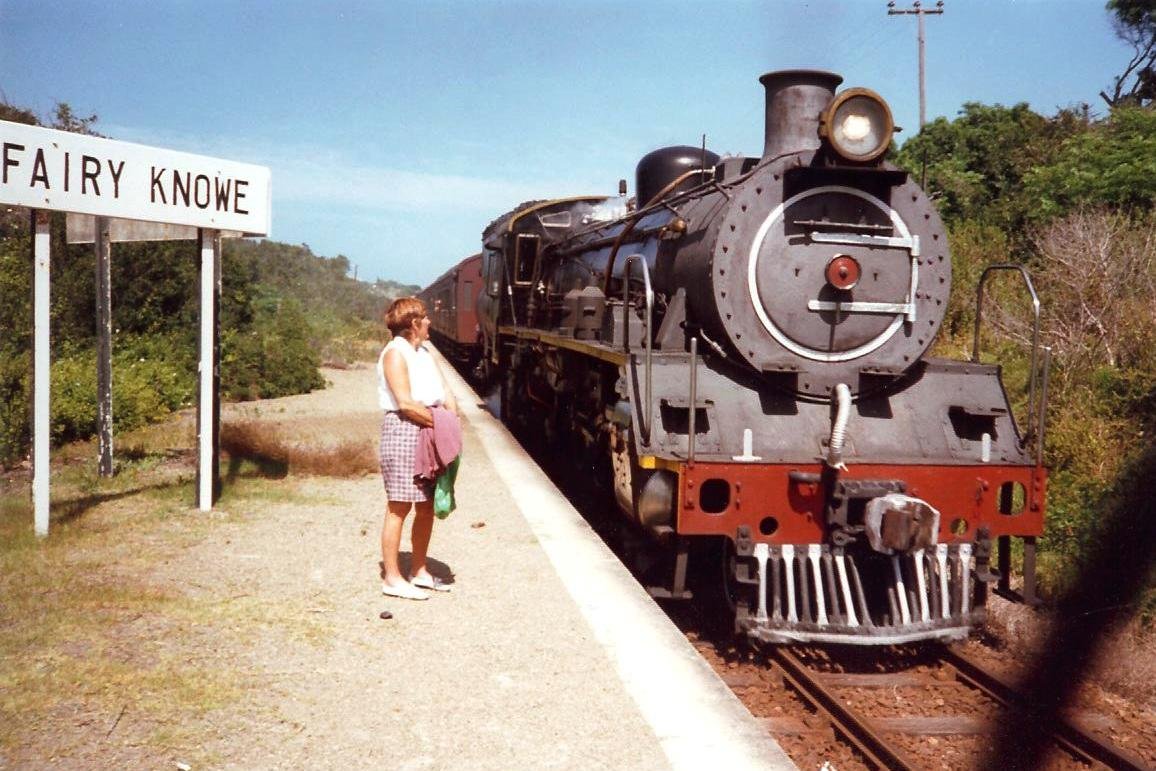
克诺维仙女车站

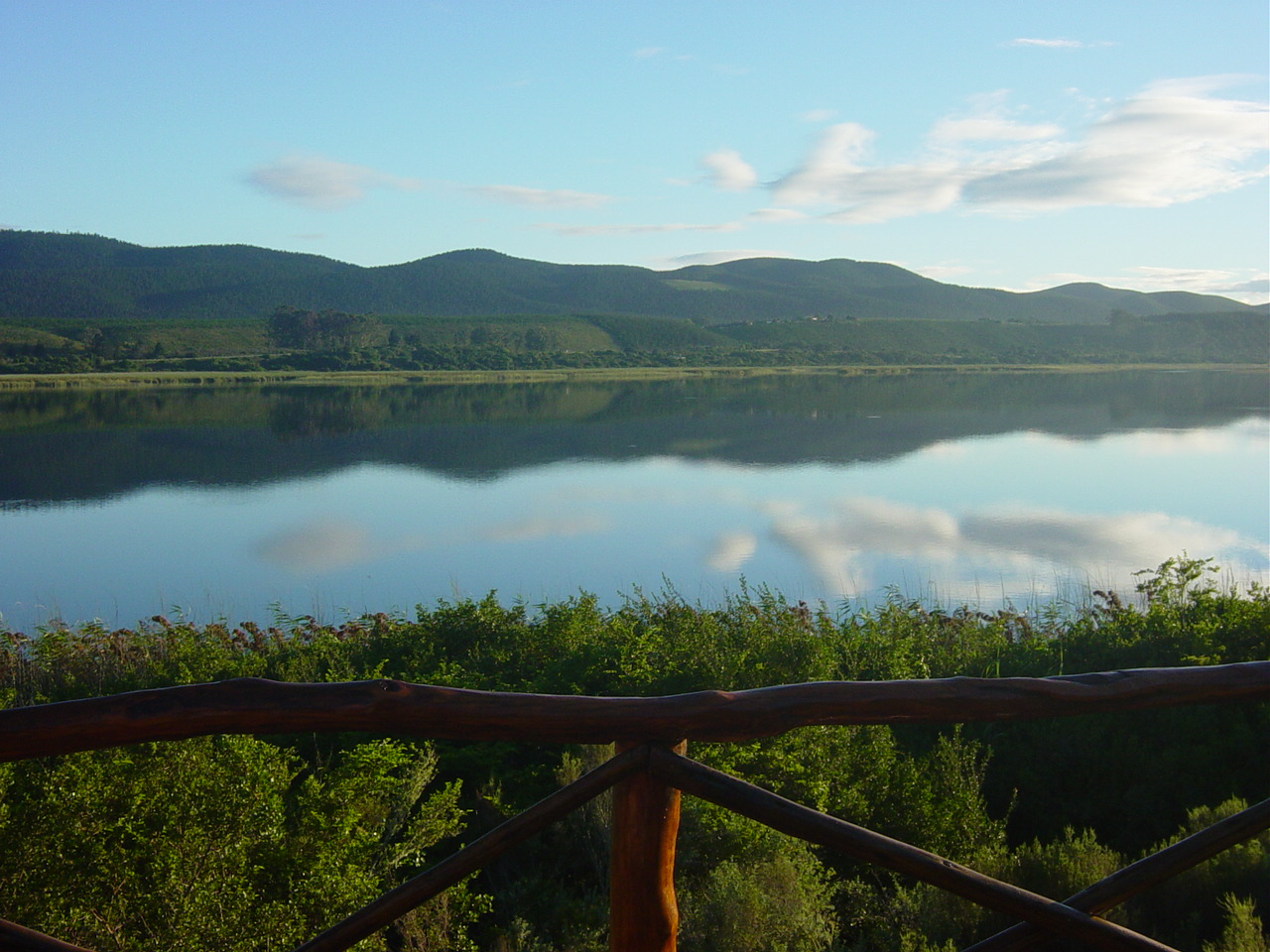
花园大道上一汪宁静的湖。

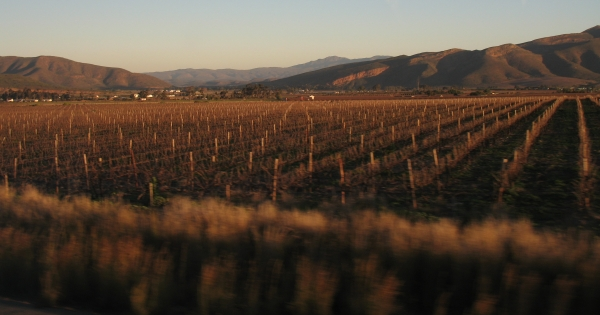
冬季（7月）花园大道上的一家葡萄庄园

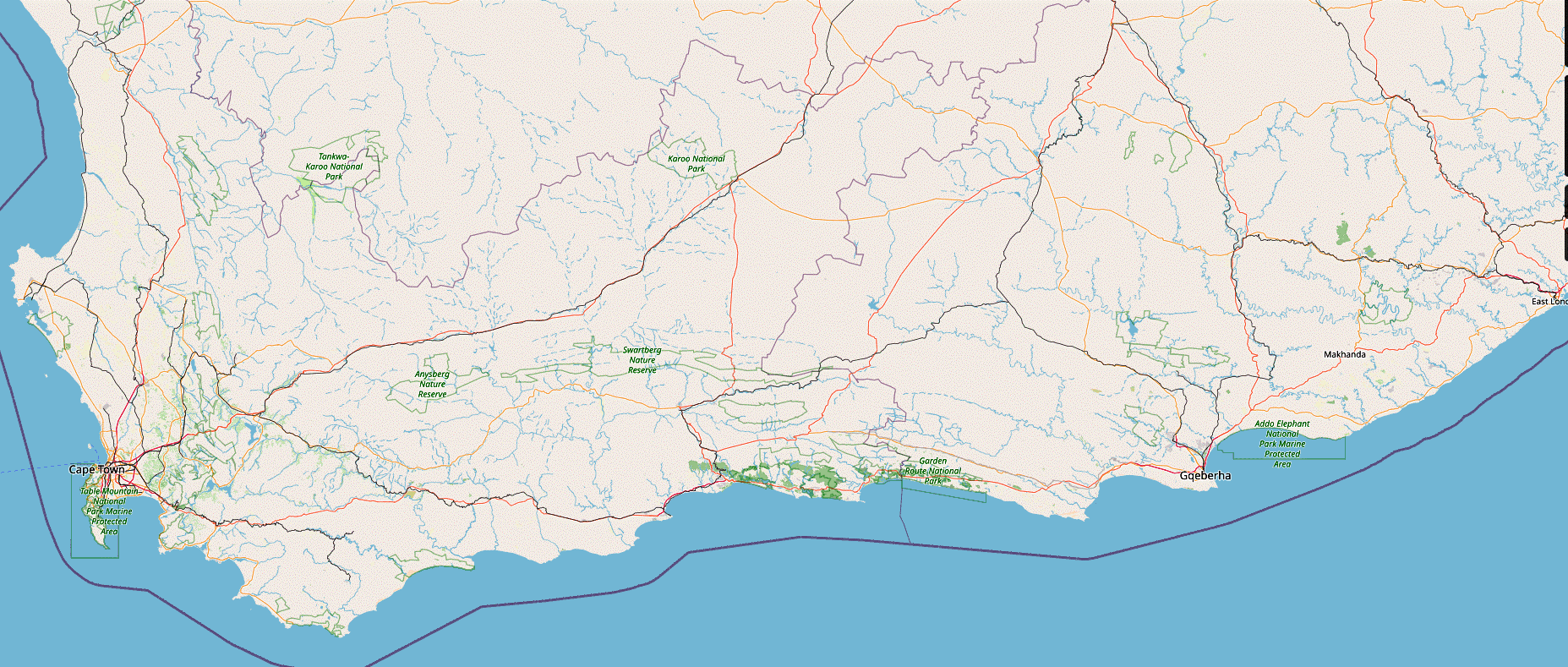
地图显示为花园大道的地理位置

花園大道（英語：Garden Route），是南非海岸東南部的延伸地區。從西開普省的莫塞爾灣延伸至沿著流經保羅沙爾橋上N2號濱海公路的斯托姆河，到達鄰接東開普省的最西端。名字源自此地蔥鬱、生態多樣化的植被，以及遍布在海岸上的大量池塘和湖泊。公園包括的城鎮有克尼斯納、普利登堡灣、莫塞爾貝、小布拉克河和自然谷，以及花園大道最大的城市和主要行政中心喬治市。
花园大道所在地属海洋性气候，夏季气候温和，冬季凉爽适宜。吉尼斯世界纪录记载，它拥有南非最为温和的气候，也是仅次于夏威夷的世界气候第二温和地方。冬季气温极少低于10℃，夏季则甚少高于28℃。全年皆有降雨，春季达到峰值。从印度洋吹来的潮湿海风，沿着内陆海岸奥特尼夸山脉和齐齐卡马山脉上升并释放降水。
花园大道就夹在上文提及的山脉和印度洋之间。奥特尼夸和齐齐卡马的当地森林是凡波斯角和温带林的独特混合区，还拥有着独特的徒步旅行路线和生态旅游景点。从凡波斯—森林—湿地的栖息地范围内，可以发现近300种鸟类。
10个自然保护区环绕着该区域多样化的生态系统，此外还有独特的海洋保护区，是软珊瑚、海豚、海豹和其他海洋生物的家园。沿着花园大道的各个海湾是濒临灭绝的南露脊鲸的家园，在冬春二季（7月至12月），南露脊鲸到达此地繁育。

## 同见
- 西开普，乔治市
- 克尼斯纳
- 普利登堡湾
- 莫塞尔湾
- 南非劳克兰斯桥蹦极点